# جونگ هه یونگ
 جونگ های-یونگ (به کره‌ای:정혜영 به انگلیسی: Jeong Hye-yeong) (زاده ۱۴ دسامبر ۱۹۷۳ در سئول) بازیگر اهل کره جنوبی است.
او به دلیل بازی در مجموعه تلویزیونی رودخانه ماه شناخته شد. همچنین وی در کنار لی سونگ گی و به سوزی در سریال کتاب خانواده گو ایفای نقش کرد.

## سریال‌ها
- بوسه شیطنت آمیز (۲۰۱۰)
- کتاب خانواده گو (۲۰۱۳)
- رودخانه ماه (۲۰۰۸)
- شرق بهشت (۲۰۰۸)